# Herval (kommun)
Herval är en kommun i Brasilien.   Den ligger i delstaten Rio Grande do Sul, i den södra delen av landet, 1 900 km söder om huvudstaden Brasília. Antalet invånare är 6 757. Arean är 1 758 kvadratkilometer.
Terrängen i Herval är kuperad norrut, men söderut är den platt.
Följande samhällen finns i Herval:
- Herval

Omgivningarna runt Herval är huvudsakligen savann. Trakten runt Herval är nära nog obefolkad, med mindre än två invånare per kvadratkilometer.